# Коул, Кристофер Окоро
Кристофер Окоро Коул (англ. Christopher Okoro Cole; 1921, Уотерлу (Сьерра-Леоне), Западная область — 1990) —  генерал-губернатор и исполняющий обязанности президента Сьерра-Леоне.

## Биография
Посещал школу адвентистов седьмого дня в Уотерлу, Мемориальную школу Бакстона во Фритауне, а затем юридический факультет Лондонской школы экономики и политических наук. После работы на различных должностях в Великобритании преподавал право в колледже Фура-Бей в Сьерра-Леоне с 1947 по 1951 год. В 1960 году стал судьей Верховного суда Сьерра-Леоне. 12 июня 1965 года был награждён Орденом Британской империи.
В 1970 году стал председателем Верховного суда.
Было принято решение об объявлении Сьерра-Леоне республикой (до этого Сьерра-Леоне была британским доминионом), и Окоро Коул 31 марта 1971 года был назначен генерал-губернатором Сьерра-Леоне. Эту должность он занимал до 19 апреля 1971 года, дня провозглашения республики, а затем в течение двух дней до 21 апреля 1971 года был исполняющим обязанности президента Сьерра-Леоне. Является главой государства в Африке с самым коротким сроком полномочий в истории. После этого он вернулся к исполнению обязанностей председателя Верховного суда.
Окоро Коул также был первым представителем Сьерра-Леоне в ООН в Нью-Йорке. Имел жену и четверых детей. В 1978 году ушел из политической жизни.